# 秋空に舞うコンフェティ
『秋空に舞うコンフェティ』（あきぞらにまうコンフェティ）は、2010年8月27日にetudeより発売された18禁恋愛アドベンチャーゲームである。略称は「秋コン」。

## 概要
etudeの第3作目となる恋愛アドベンチャーゲーム。演劇部の主人公やヒロイン達が文化祭で上演する劇と、土地に伝わる伝説とが絡み合うファンタジーストーリーである。季節は秋。
「コンフェティ」(confetti)は英語で紙吹雪のことで、演劇舞台のフィナーレをイメージしてタイトルに付けられた。学生時代の青春ドラマと、みんなで一つのことをやり遂げる満足感を表現する狙いから来ている。
予約キャンペーンとして配布された『こずえDISC』を追加インストールすると、サブキャラクターの秋津こずえのショートストーリーが追加される。なお、2014年発売のコンプリートBOX『etude10th anniversary collector's edition』に収録の本作では適用済み。

## ストーリー
秋津隼人は、公園で出会った不思議な少女が置き忘れたノートを拾ったのをきっかけに、それまでの平凡な生活が一変。通っている水無上（みなかみ）学園近くの丘で行き倒れていた少女・奏衣と同居、学園でも廃部寸前の演劇部へ入部することになってしまう。間近に迫った文化祭で上演するオリジナル劇のため、部員達と共に稽古に励む隼人だったが…。

## 登場人物

### 主人公
秋津 隼人（あきつ はやと）
本作の主人公。水無上学園2年生。市外の出身でアパートで一人暮らしの奨学生で、真面目に勉強しつつ貧しい暮らしをしている。家事は得意でちゃんと自炊している。両親は亡くなっており、学園入学前は妹のこずえと共に叔父の家で生活していた。困っている人を見ると放っておけない性格で、偶然助けた奏衣を部屋に置いてやったり、廃部寸前の演劇部へ入部することになってしまう。シスコンで妹のこずえを溺愛している。

### 水無上学園演劇部（ヒロイン）
伝統のある部だが、最近になって部員が1人転校して女子4人だけになってしまい、部の存続に必要な5人を欠いて廃部寸前だった。ヒロイン役の雪とまともに会話できる人材、という理由で（無理矢理）勧誘された隼人は、状況を見かねて入部することにした。間近に迫った文化祭では、地元に伝わる「セイレーンの歌」伝説を元に沙夜が脚本を執筆中のオリジナル劇を上演する予定。
奏衣（かなえ）
声 - 鈴田美夜子
学園の裏の丘・依山（いざん）で行き倒れていた所を隼人に助けられ、隼人の部屋に居候することになった少女。記憶喪失らしく素性がはっきりしないが、何かを探しているらしい。「～の」「～なの」の語尾が口癖で、無邪気で人懐っこいが一般常識に疎く風変わり。最初から水無上学園の制服を着ていたが学園生かどうかも怪しく、朝は隼人と一緒に学園まで行った後、あちこちをふらふらして過ごしている。演劇部には入部していないが、よく遊びに来て練習を手伝っている。
安藤 沙夜（あんどう さや）
声 - 真中海
学園3年生で七海と同級。演劇部では脚本・演出を担当。いつもは強気ではっきりした物言い、憂えた時は美少女、落ち込んだ時は垂れてダメダメ、と変化が激しい。図書館で地元のセイレーン伝説に関する文献を調べ上げ、文化祭で上演するオリジナル劇の脚本を書いているが、なかなか進んでいない。家は伏水神社で、父親が神主、自分は巫女を務めている。大のプリン好きで、料理もオムレツや目玉焼きなど卵料理しか作れない。
上城 雪（かみしろ ゆき）
声 - 須寺すばる
学園2年生で隼人のクラスメート。演劇部員で役者と照明担当。一人称は「雪」。頭に着ける「七色のリボン」によって、おとなしく内気（赤リボン）、明るく行動的（青リボン）、クールな変わり者（黒リボン）、かわいい妹キャラ（黄リボン）、などと性格が様々に変化する特技を持つ。リボンを外した素の雪は内気で恥ずかしがり。男性が苦手で、唯一隼人としか普通に話せない。文化祭の劇ではヒロイン役。
佐倉 七海（さくら ななみ）
声 - 澤田なつ
学園3年生。演劇部部長で衣装担当。隼人が住むアパートの管理人代理（親戚が大家）で、管理の仕事をする代わりにアパートの一室を安く借りて住んでいる。隼人とは子どもの頃からの知り合いで、こずえも交えてよく一緒に遊んでいた。おっとりほんわかした性格で、隼人の部屋へよく料理を差し入れてくる。台所は自分の縄張りと思っていて、家事モードに入った時は隼人に立ち入らせない。
二之宮 遥（にのみや はるか）
声 - 秋空真衣
学園2年生で隼人のクラスメート。演劇部員で役者兼音響。一人称は「ボク」（いわゆるボクっ娘）。女好きで、自分にとって「ハーレム」だった演劇部へ入部してきた隼人を嫌っており、何かと突っかかって毒舌を浴びせる。
※演劇部員だが攻略はできない。

### サブヒロイン
秋津 こずえ（あきつ こずえ）
声 - 紫華すみれ
隼人の妹。叔父の家でかわいがられて暮らしているが、時々兄の所へ遊びに来て、演劇部の練習も手伝っている。オカルト好きで、セイレーン伝説に興味を持って調べている。ブラコンで隼人が大好きで、七海のことも姉のように慕っている。
標準ではサブキャラクターだが、予約キャンペーン特典「こずえDISC」を追加インストールすると、ショートストーリーが追加される。

### サブキャラクター
波原 萌（なみはら もえ）
声 - 川谷そら
学園の教師。演劇部OGで現在は顧問。今も市民劇団に参加するなど、演劇には詳しい。容姿や言動が子どもっぽく、学生から良くからかわれつつも人気がある。ただし授業中にはそれなりに教師らしく、あまり子供っぽくなくなる。基本的に普段のテンションは高め。本編中では教室でありながら寝坊した挙句パンを加えて走って登校したりしている。「青春」が好きで、演劇部員がそれっぽいことをする度に「青春だわ！」と感動している。
剣崎 将斗（けんざき まさと）
声 - 空乃太陽
隼人の悪友の同級生。放送部所属で、演劇部の大道具の手伝いもしている。思い込みが激しく、こずえに惚れていて始終アプローチしているが、隼人に「お前にこずえはやらん」と突っぱねられている。
白土 大吾郎（しらと だいごろう）
声 - 風霧瞬
学園教師。威圧的な学年主任で学生からは嫌われている。実績が無く部員も足りない演劇部を廃部にしようとする。
天神崎 加奈子（てんじんざき かなこ）
声 - 沢村かすみ
学生会役員。ルールに厳しく、演劇部を廃部にしようとする。
小牧 結菜（こまき ゆいな）
声 - 上杉由貴
学生会役員。
長谷川 ひな（はせがわ ひな）
声 - 佐々留美子
両親があまり家にいないため、よく1人きりで公園で遊んでいる女の子。人形の「るな」をいつも抱えている。
叶（かなえ）
声 - 桜田ゆう
沙夜の家の神社裏にある祠に眠る、荒魂（あらだま）の神。

## 舞台
風見之市（かざみの）
本作の舞台になる地方都市。自然豊かな町で公園や山など紅葉や桜の名所が多くあり、それを目当てに訪れる観光客も多い観光地。なぜかギリシア神話に登場するセイレーンが住むという都市伝説（本編中の主人公の独白曰く“ちゃちな噂”）がある。京都市に実在する円山公園や八坂神社裏参道・ニ寧坂などが登場する。
水無上学園（みなかみ）
隼人たちが通う学園。後述する依山のすぐ近くに立つ。制服は男子は茶色基調のブレザー、女子は同じ色のセーラー服。公式サイトの紹介文によれば校舎や教室は木造で、校門も石造りのかなりレトロな造りになっている。中庭に噴水がある。周囲には高い建物がないため、開放されている屋上からの眺めは良く、昼休みには屋上で多くの生徒が昼食を取っている。学園に向かう通学路には多くの老舗の食事処や甘味処が立ち並ぶ坂道があり、安価なこともあって観光客や水無上学園の生徒の姿が見られる。
伏水神社
公園の近くにある神社。沙夜の実家。公式サイトの記述によれば、いわゆる縁結びの上様（神様）を祀っていることで知られており、市外からも参拝客が訪れる場所として知られる（ただし隼人は神社の存在自体知らなかった）。また年に一度巫女舞を演じるための舞台が設けられており、水神さまを祀る儀式が行われる。
依山
学校の近くにある小山（丘陵）。隼人が奏衣を見つけた場所。公式サイトによれば学園からほど近いことから、しばしば水無上学園の運動部の生徒がトレーニングを行っている。地元では紅葉の名所として知られており、多くの観光客が訪れる。
アパート
隼人が住む洋風のアパート。七海が管理人を勤めている。学園からほど近く、市外から来た学生が多く住んでいる。
商店街
町の駅前にある。駅からほど近く、町外からも多くの人が訪れるほか、水無上学園の生徒も多く利用する場所。
図書館
公式サイト内の記述によれば商店街の近くにある図書館。商店街から至近距離にあることと町随一の蔵書数を誇ることから利用者は多い。町の伝承に関する蔵書も多いため、それを目当てに来る来館者も多い。

## スタッフ
- 原画・キャラクターデザイン：植田リョウ
- シナリオ：若瀬諒
- 音楽：菊地創（eufonius）
- ムービー：神月社（Mju:z）

## 主題歌
オープニングテーマ「コンフェティ」
作詞：riya / 作曲・編曲：菊地創 / 歌：eufonius
挿入歌「祀龗の丘」
作詞：riya / 作曲・編曲：菊地創 / 歌：eufonius
エンディングテーマ「エピローグ」
作詞：riya / 作曲・編曲：菊地創 / 歌：eufonius
※初回限定版特典のサウンドトラックには「コンフェティ」「エピローグ」のショートバージョンとBGM全曲が収録。予約キャンペーン特典CD『Vocal Collection 「コンフェティ」』に、3曲のフルバージョンとインストゥルメンタルが収録されている。

## 関連商品
『秋空に舞うコンフェティ』オリジナルサウンドトラック
2010年8月27日発売。レーベル：frequency→e。主題歌3曲のフルバージョンを含む全27曲を収録。